# Mimoza Hamidi
Mimoza Hamidi (* 28. April 1998 in Preševo) ist eine albanische Fußballspielerin.

## Karriere

### Verein
Zwischen 2016 und 2019 spielte Hamidi für den Verein YB Frauen. Danach wechselte sie 2020 zu FC Zürich Frauen. Derzeit ist sie für den FC Basel Frauen aktiv.

### Nationalmannschaft
Seit 2020 spielt Hamidi für die Albanische Fußballnationalmannschaft der Frauen als Stürmer. Sie trat bei der Qualifikation zur FIFA Frauen-Weltmeisterschaft 2019 an. Bisher absolvierte sie vier Länderspiele.